# Сезар (кинопремия, 1985)
10-я церемония вручения наград премии «Сезар» (также известной как Ночь Сезара (фр. Nuit des César)) за заслуги в области французского кинематографа за 1984 год состоялась 3 февраля 1985 года в Théâtre de l’Empire (Париж, Франция). Президентом церемонии выступила актриса Симона Синьоре. С этого года стали вручаться награды в новой постоянной категории за «Лучшие костюмы».
Драматическая картина режиссёра Бертрана Тавернье «Воскресенье за городом», получившая в этом году наибольшее количество номинаций (8), была удостоена трёх наград, в категориях: за лучшую женскую роль (Сабина Азема), лучший сценарий-адаптацию (Бертран Тавернье и Коло Тавернье) и лучшую операторскую работу (Брюно де Кайзер). Лучшим фильмом года стала комедия Клода Зиди «Откройте, полиция!», получившая также награды за лучшую режиссуру и лучший монтаж. Ален Делон после двух предыдущих неудачных попыток в 1977 и 1978 годах, был признан лучшим актёром за роль в драме «Наша история».

## Список лауреатов и номинантов
Количество наград/номинаций:
- 3/8: «Воскресенье за городом»
- 1/7: «Кармен»
- 3/5: «Откройте, полиция!»
- 0/5: «Любовь до смерти» / «Ночи полнолуния»
- 2/4: «Наша история»
- 1/4: «Воспоминания, воспоминания»
- 0/4: «Форт Саган»
- 1/3: «Диагональ слона» / «Пиратка»
- 0/3: «Публичная женщина»
- 2/2: «Любовь Свана»
- 1/2: «Сведение счётов» / «Всадники бури»
- 0/2: «Улица варваров» / «Такова моя воля» / «Вали отсюда»
- 1/1: «Год медуз» / «La nuit du hibou» / «Première classe» / «Шар» / «Les Vautours» / «Амадей» / «Божий дар»

### Основные категории
• Победители выделены отдельным цветом. 
| Категории                                                                            | Лауреаты и номинанты | Лауреаты и номинанты                                                           |
| ------------------------------------------------------------------------------------ | --- | ------------------------------------------------------------------------------ |
| Лучший фильм                                                                         | • Откройте, полиция! / Les Ripoux (режиссёр: Клод Зиди)                                                                                  | • Откройте, полиция! / Les Ripoux (режиссёр: Клод Зиди)                        |
| Лучший фильм                                                                         | • Любовь до смерти / L’Amour à mort (режиссёр: Ален Рене)                                                                                |                                                                                |
| Лучший фильм                                                                         | • Кармен / Carmen (режиссёр: Франческо Рози)                                                                                             |                                                                                |
| Лучший фильм                                                                         | • Ночи полнолуния / Les Nuits de la pleine lune (режиссёр: Эрик Ромер)                                                                   |                                                                                |
| Лучший фильм                                                                         | • Воскресенье за городом / Un dimanche à la campagne (режиссёр: Бертран Тавернье)                                                        |                                                                                |
| Лучшая режиссура                                                                     | • Клод Зиди за фильм «Откройте, полиция!»                                                                                                | • Клод Зиди за фильм «Откройте, полиция!»                                      |
| Лучшая режиссура                                                                     | • Ален Рене — «Любовь до смерти» |                                                                                |
| Лучшая режиссура                                                                     | • Франческо Рози — «Кармен» |                                                                                |
| Лучшая режиссура                                                                     | • Эрик Ромер — «Ночи полнолуния» |                                                                                |
| Лучшая режиссура                                                                     | • Бертран Тавернье — «Воскресенье за городом»                                                                                            |                                                                                |
| Лучший актёр                                                                         | | • Ален Делон — «Наша история» (за роль Робера Авранша)                         |
| Лучший актёр                                                                         | • Жерар Депардьё — «Форт Саган» (за роль Шарля Сагана)                                                                                   |                                                                                |
| Лучший актёр                                                                         | • Луи Дюкрё (фр.) — «Воскресенье за городом» (за роль месье Ладмираля)                                                                   |                                                                                |
| Лучший актёр                                                                         | • Филипп Нуаре — «Откройте, полиция!» (за роль Рене Буарона)                                                                             |                                                                                |
| Лучший актёр                                                                         | • Мишель Пикколи — «Диагональ слона» (за роль Акивы Либскинда)                                                                           |                                                                                |
| Лучшая актриса                                                                       | | • Сабина Азема — «Воскресенье за городом» (за роль Ирэн)                       |
| Лучшая актриса                                                                       | • Джейн Биркин — «Пиратка» (за роль Альмы)                                                                                               |                                                                                |
| Лучшая актриса                                                                       | • Валери Каприски — «Публичная женщина» (за роль Этель)                                                                                  |                                                                                |
| Лучшая актриса                                                                       | • Хулия Мигенес (англ.) — «Кармен» (за роль Кармен)                                                                                      |                                                                                |
| Лучшая актриса                                                                       | • Паскаль Ожье (посмертно) — «Ночи полнолуния» (за роль Луизы)                                                                           |                                                                                |
| Лучший актёр второго плана                                                           | | • Ришар Боренже — «Сведение счётов» (фр.) (за роль Альбера Лорки)              |
| Лучший актёр второго плана                                                           | • Мишель Омон — «Воскресенье за городом» (за роль Гонзага)                                                                               |                                                                                |
| Лучший актёр второго плана                                                           | • Бернар-Пьер Доннадьё — «Улица варваров» (фр.) (за роль Матиаса Хагена)                                                                 |                                                                                |
| Лучший актёр второго плана                                                           | • Фабрис Лукини — «Ночи полнолуния» (за роль Октава)                                                                                     |                                                                                |
| Лучший актёр второго плана                                                           | • Ламбер Вильсон — «Публичная женщина» (за роль Милана Млиски)                                                                           |                                                                                |
| Лучшая актриса второго плана                                                         | | • Каролин Селлье (фр.) — «Год медуз» (фр.) (за роль Клоди)                     |
| Лучшая актриса второго плана                                                         | • Виктория Абриль — «Сведение счётов» (за роль Патти)                                                                                    |                                                                                |
| Лучшая актриса второго плана                                                         | • Кароль Буке — «Берег левый, берег правый» (фр.) (за роль Баби Сенанк)                                                                  |                                                                                |
| Лучшая актриса второго плана                                                         | • Элизабет Буржин (фр.) — «Седьмая мишень» (за роль Лоры)                                                                                |                                                                                |
| Лучшая актриса второго плана                                                         | • Марушка Детмерс — «Пиратка» (за роль Кароль)                                                                                           |                                                                                |
| Самый многообещающий актёр                                                           | | • Пьер-Лу Ражо — «Воспоминания, воспоминания» (фр.)                            |
| Самый многообещающий актёр                                                           | • Ксавье Делюк (фр.) — «Обман» (фр.) |                                                                                |
| Самый многообещающий актёр                                                           | • Ипполит Жирардо — «Такова моя воля» (фр.)                                                                                              |                                                                                |
| Самый многообещающий актёр                                                           | • Бенуа Режан (фр.) — «Диагональ слона»                                                                                                  |                                                                                |
| Самая многообещающая актриса                                                         | | • Лор Марсак (фр.) — «Пиратка»                                                 |
| Самая многообещающая актриса                                                         | • Фанни Бастьен (фр.) — «Пино, простой полицейский» (фр.)                                                                                |                                                                                |
| Самая многообещающая актриса                                                         | • Эммануэль Беар — «Запретная любовь» (фр.)                                                                                              |                                                                                |
| Самая многообещающая актриса                                                         | • Софи Дюэз (фр.) — «Вали отсюда» (фр.)                                                                                                  |                                                                                |
| Лучший оригинальный сценарий и диалоги (фр. Meilleur Scénario Original et Dialogues) | | • Бертран Блие — «Наша история»                                                |
| Лучший оригинальный сценарий и диалоги (фр. Meilleur Scénario Original et Dialogues) | • Эрик Ромер — «Ночи полнолуния» |                                                                                |
| Лучший оригинальный сценарий и диалоги (фр. Meilleur Scénario Original et Dialogues) | • Клод Зиди — «Откройте, полиция!» |                                                                                |
| Лучший адаптированный сценарий (фр. Meilleure Adaptation)                            | | • Бертран Тавернье, Коло Тавернье (фр.) — «Воскресенье за городом»             |
| Лучший адаптированный сценарий (фр. Meilleure Adaptation)                            | • Доминик Гарнье, Анджей Жулавский — «Публичная женщина»                                                                                 |                                                                                |
| Лучший адаптированный сценарий (фр. Meilleure Adaptation)                            | • Франсис Жиро, Франсуаза Жиру — «Такова моя воля»                                                                                       |                                                                                |
| Лучшая музыка к фильму                                                               | | • Мишель Порталь (фр.) за музыку к фильму «Всадники бури» (фр.)                |
| Лучшая музыка к фильму                                                               | • Ханс Вернер Хенце — «Любовь до смерти»                                                                                                 |                                                                                |
| Лучшая музыка к фильму                                                               | • Мишель Легран — «Слова и музыка» |                                                                                |
| Лучшая музыка к фильму                                                               | • Бернар Лавилье — «Улица варваров» |                                                                                |
| Лучший монтаж                                                                        | • Николь Сонье (фр.) — «Откройте, полиция!»                                                                                              | • Николь Сонье (фр.) — «Откройте, полиция!»                                    |
| Лучший монтаж                                                                        | • Клодин Мерлен (фр.) — «Наша история»                                                                                                   |                                                                                |
| Лучший монтаж                                                                        | • Женевьева Виндинг (фр.) — «Воспоминания, воспоминания»                                                                                 |                                                                                |
| Лучший монтаж                                                                        | • Арман Псенни — «Воскресенье за городом»                                                                                                |                                                                                |
| Лучшая работа оператора                                                              | • Брюно де Кайзер — «Воскресенье за городом»                                                                                             | • Брюно де Кайзер — «Воскресенье за городом»                                   |
| Лучшая работа оператора                                                              | • Саша Верни — «Любовь до смерти» |                                                                                |
| Лучшая работа оператора                                                              | • Паскуалино Де Сантис — «Кармен» |                                                                                |
| Лучшая работа оператора                                                              | • Брюно Нюиттен — «Форт Саган» |                                                                                |
| Лучшие декорации                                                                     | • Жак Солнье (фр.) — «Любовь Свана» | • Жак Солнье (фр.) — «Любовь Свана»                                            |
| Лучшие декорации                                                                     | • Энрико Джоб (итал.) — «Кармен» |                                                                                |
| Лучшие декорации                                                                     | • Жан-Жак Казио — «Всадники бури» |                                                                                |
| Лучшие декорации                                                                     | • Бернар Эвейн (фр.) — «Наша история» |                                                                                |
| Лучшие костюмы                                                                       | • Ивонн Сассино Де Нель (фр.) — «Любовь Свана»                                                                                           | • Ивонн Сассино Де Нель (фр.) — «Любовь Свана»                                 |
| Лучшие костюмы                                                                       | • Энрико Джоб — «Кармен» |                                                                                |
| Лучшие костюмы                                                                       | • Розин Деламар и Коринн Жорри — «Форт Саган»                                                                                            |                                                                                |
| Лучший звук                                                                          | • Доминик Эннекен (фр.), Ги Левель и Харольд Мори — «Кармен»                                                                             | • Доминик Эннекен (фр.), Ги Левель и Харольд Мори — «Кармен»                   |
| Лучший звук                                                                          | • Пьер Гаме (фр.) и Жак Момон — «Любовь до смерти»                                                                                       |                                                                                |
| Лучший звук                                                                          | • Пьер Гаме, Жан-Поль Лоблие и Клод Вилланд (фр.) — «Форт Саган»                                                                         |                                                                                |
| Лучший звук                                                                          | • Бернар Леруа, Гийом Сьиама и Клод Вилланд — «Воспоминания, воспоминания»                                                               |                                                                                |
| Лучшая дебютная работа (фр. Meilleure Première Oeuvre)                               | • «Диагональ слона» — режиссёр: Ришар Дембо                                                                                              | • «Диагональ слона» — режиссёр: Ришар Дембо                                    |
| Лучшая дебютная работа (фр. Meilleure Première Oeuvre)                               | • «Парень встречает девушку» — режиссёр: Леос Каракс                                                                                     |                                                                                |
| Лучшая дебютная работа (фр. Meilleure Première Oeuvre)                               | • «Вали отсюда» — режиссёр: Мишель Блан                                                                                                  |                                                                                |
| Лучшая дебютная работа (фр. Meilleure Première Oeuvre)                               | • «Воспоминания, воспоминания» — режиссёр: Ариэль Зейтун (фр.)                                                                           |                                                                                |
| Лучший короткометражный документальный фильм                                         | • La nuit du hibou (режиссёр: Франсуа Дюпейрон)                                                                                          | • La nuit du hibou (режиссёр: Франсуа Дюпейрон)                                |
| Лучший короткометражный документальный фильм                                         | • L'écuelle et l’assiette (режиссёр: Рауль Росси)                                                                                        |                                                                                |
| Лучший короткометражный документальный фильм                                         | • Hommage à Dürer (режиссёр: Жерар Самсон)                                                                                               |                                                                                |
| Лучший короткометражный игровой фильм                                                | • Première classe (режиссёр: Мехди Эль Глауи)                                                                                            | • Première classe (режиссёр: Мехди Эль Глауи)                                  |
| Лучший короткометражный игровой фильм                                                | • La combine de la girafe (режиссёр: Тома Жилу)                                                                                          |                                                                                |
| Лучший короткометражный игровой фильм                                                | • Homicide by Night (режиссёр: Жерар Кравчик)                                                                                            |                                                                                |
| Лучший короткометражный игровой фильм                                                | • Oiseau de sang (режиссёр: Фридерик Риппер)                                                                                             |                                                                                |
| Лучший короткометражный игровой фильм                                                | • Premiers mètres (режиссёр: Пьер Леви)                                                                                                  |                                                                                |
| Лучший короткометражный анимационный фильм                                           | • Шар / La Boule (режиссёр: Ален Угетто)                                                                                                 | • Шар / La Boule (режиссёр: Ален Угетто)                                       |
| Лучший короткометражный анимационный фильм                                           | • L’invité (режиссёр: Гай Жак) |                                                                                |
| Лучший короткометражный анимационный фильм                                           | • Ra (режиссёры: Тьерри Бартез, Пьер Жамен)                                                                                              |                                                                                |
| Лучший рекламный ролик (фр. Meilleur Film Publicitaire)                              | • Les Vautours (Hertz) — режиссёр: Жан-Жак Анно                                                                                          | • Les Vautours (Hertz) — режиссёр: Жан-Жак Анно                                |
| Лучший рекламный ролик (фр. Meilleur Film Publicitaire)                              | • L’Aventurier (Grundig) — режиссёр: Ив Лафайе (фр.)                                                                                     |                                                                                |
| Лучший рекламный ролик (фр. Meilleur Film Publicitaire)                              | • Chinoise (Maggi) — режиссёр: Жан-Батист Мондино                                                                                        |                                                                                |
| Лучший рекламный ролик (фр. Meilleur Film Publicitaire)                              | • Flamenco (Orangina) — режиссёр: Жан-Поль Гуд (фр.)                                                                                     |                                                                                |
| Лучший рекламный ролик (фр. Meilleur Film Publicitaire)                              | • James Bond (Peugeot 205 GTI) — режиссёр: Жерар Пирес                                                                                   |                                                                                |
| Лучший рекламный ролик (фр. Meilleur Film Publicitaire)                              | • Kodachrome (Kodak) — режиссёр: Жан-Поль Гуд                                                                                            |                                                                                |
| Лучший рекламный ролик (фр. Meilleur Film Publicitaire)                              | • Le Psychiatre (Brother) — режиссёр: Этьен Шатилье (фр.)                                                                                |                                                                                |
| Лучший рекламный ролик (фр. Meilleur Film Publicitaire)                              | • Les Petits Hommes verts (Lustucru) — режиссёр: Этьен Шатилье                                                                           |                                                                                |
| Лучший иностранный фильм                                                             | • Амадей / Amadeus (США, режиссёр Милош Форман)                                                                                          | • Амадей / Amadeus (США, режиссёр Милош Форман)                                |
| Лучший иностранный фильм                                                             | • Грейстоук: Легенда о Тарзане, повелителе обезьян / Greystoke: The Legend of Tarzan, Lord of the Apes (Великобритания, реж. Хью Хадсон) |                                                                                |
| Лучший иностранный фильм                                                             | • Возлюбленные Марии / Maria’s Lovers (США, реж. Андрей Кончаловский)                                                                    |                                                                                |
| Лучший иностранный фильм                                                             | • Париж, Техас / Paris, Texas (ФРГ, реж. Вим Вендерс)                                                                                    |                                                                                |
| Лучший иностранный фильм на французском языке (фр. Meilleur film francophone)        | • Божий дар / Wend Kuuni / Le Don de Dieu (Верхняя Вольта, реж. Гастон Каборе)                                                           | • Божий дар / Wend Kuuni / Le Don de Dieu (Верхняя Вольта, реж. Гастон Каборе) |

### Специальные награды
| Награда          | Лауреаты                   |
| ---------------- | -------------------------- |
| Почётный «Сезар» | • Кристиан-Жак             |
| Почётный «Сезар» | • Даниэль Дарьё            |
| Почётный «Сезар» | • Кристин Гуз-Реналь (фр.) |
| Почётный «Сезар» | • Ален Пуаре               |